# Legislación del asbesto
Numerosas leyes regulan la producción y uso del asbesto. El asbesto (o amianto), es un mineral regulado por un amplio abanico de normativas y leyes relacionadas con su producción y uso, que incluyen su extracción, manufactura, utilización y eliminación. Las lesiones atribuidas al amianto han dado lugar a pleitos por lesiones y reclamaciones de indemnización de trabajadores. Los problemas de salud asociados al amianto o asbesto incluyen asbestosis, mesotelioma, cáncer y engrosamiento pleural difuso.
En los procedimientos civiles, uno de los mayores problemas relacionados con el amianto es el periodo de latencia de las enfermedades que causa. En muchos países existe un plazo de prescripción que impide iniciar acciones mucho después de que hayan prescrito los hechos que fundamentan la causa de la acción. En Malasia, por ejemplo, el periodo de tiempo para presentar una reclamación de responsabilidad civil es de seis años desde que se produjo el ilícito. A raíz de varias acciones legales relacionadas con el amianto, en países como Australia se han modificado las leyes en relación con el tiempo de prescripción, para que empiece a contar desde el momento en el que se descubre la enfermedad en lugar del momento en el que se produjo la causa de la demanda. Las primeras reclamaciones de empleados por lesiones derivadas de la exposición al amianto en el centro de trabajo se realizaron tuvieron lugar en 1927, y la primera demanda judicial contra un fabricante de amianto se presentó en 1929. Desde entonces se han presentado numerosas demandas. Como consecuencia de los litigios los fabricantes vendieron sus filiales, se diversificaron, fabricaron sustitutos del amianto y comenzaron a cerrar las empresas de amianto.
Unos 67 países en todo el mundo (incluidos los de la Unión Europea) han prohibido el uso de amianto de manera total. El asbesto está incluido en la categoría de residuo controlado del Anexo I del Convenio de Basilea sobre el Control de los Movimientos Transfronterizos de Desechos Peligrosos y su Eliminación [1992]. Esto implica que las partes firmantes del Convenio deben prohibir la exportación de residuos peligrosos a aquellas otras partes que han prohibido la importación de dichos residuos mediante el procedimiento de notificación del artículo 13 del Convenio. Sin embargo, en lugares como la India el amianto friable o en polvo sigue siendo muy utilizado en las juntas de fibra de amianto comprimido (CAF, por sus siglas en inglés), cuerdas, tejidos, empaquetaduras, láminas, aislamientos, pastillas de freno y otros productos que se exportan a otros países sin la información y conocimientos adecuados.

## Antecedentes
A finales del siglo XIX y principios del XX el amianto estaba considerado un material ideal para su uso en el sector de la construcción. Era conocido por ser muy ignífugo y tener una muy buena resistencia térmica y eléctrica, además de ser barato y fácil de usar.
Los riesgos derivados del amianto se producen principalmente por la inhalación de fibras que están suspendidas en el aire. Debido al tamaño de las fibras los pulmones no las pueden expulsar. Además, estas fibras son puntiagudas y penetran en los tejidos internos.
Los problemas de salud asociados al amianto incluyen:
1. Asbestosis: enfermedad pulmonar que se encontró por primera vez en trabajadores de la industria textil. La asbestosis es la cicatrización del tejido pulmonar como consecuencia de los factores de crecimiento de fibroblastos (células pulmonares cicatrizantes), lo que estimula su proliferación y síntesis en el tejido cicatrizante como respuesta al daño causado por las fibras inhaladas. A la larga, la formación de cicatrices puede llegar a ser tan grave que los pulmones dejan de funcionar. Normalmente, el periodo de latencia (tiempo que tarda la enfermedad en desarrollarse) es de 12 a 20 años.
2. Mesotelioma: cáncer del tejido mesotelial que recubre los pulmones y la cavidad torácica, el peritoneo (cavidad abdominal) o el pericardio (membrana con forma de saco que rodea el corazón). A diferencia del cáncer de pulmón el mesotelioma no tiene ninguna relación con el tabaco. La única relación causal comprobada es la exposición al amianto o a fibras similares. El periodo de latencia del mesotelioma es de 20 a 50 años. El pronóstico del mesotelioma es desalentador y la mayoría de pacientes fallecen en los 12 meses siguientes al diagnóstico.
3. Cáncer: el cáncer de pulmón, del tracto gastrointestinal, del riñón y de la laringe se han asociado al amianto. El periodo de latencia del cáncer es de 15 a 30 años.
4. Engrosamiento pleural difuso.

Existe gran controversia internacional respecto a la percepción de los aciertos y errores cometidos en los procesos judiciales para la reclamación de una indemnización debido a la exposición al amianto y las presuntas consecuencias médicas. Las dos citas siguientes ponen de manifiesto la diversidad de opiniones en círculos legales y políticos. La primera es del profesor Lester Brickman, un eticista jurídico norteamericano, en una publicación de la revista jurídica Pepperline Law Review, y la segunda es de Michael Wills, un miembro del parlamento británico, en una intervención en la Cámara de los Comunes el 13 de julio de 2006:
«El análisis de la literatura académica muestra gran indiferencia a las causas de este fracaso del sistema judicial civil. Muchos de los artículos publicados sobre los pleitos por amianto se centran en los costes de las transacciones y en la forma en que se dirige y prioriza de forma eficiente el flujo de dinero entre acusados y demandantes y sus abogados. El fracaso para reconocer, por no hablar de analizar, la abrumadora realidad de las reclamaciones fraudulentas y las demandas sin fundamento muestra una desconexión entre los estudios sobre los pleitos y la realidad, que es tan grande como la desconexión entre el índice de morbilidad reivindicado y la manifestación real de la enfermedad.»

«Muchas de las personas a las que veo en mis intervenciones han trabajado en distintos centros de trabajo y han podido estar expuestos al amianto en cada una de ellos, pero la ciencia médica es tal que nadie puede identificar cuál de ellos es. En consecuencia, existe una extensa y compleja historia de discusiones jurídicas sobre cómo se determina la responsabilidad. Los abogados y el poder judicial han lidiado, correcta y valientemente, con leyes complejas y confusas, pero que han llevado a las familias a las que representamos a la desesperación. Muchas de las familias de mis votantes están desgarradas por las consecuencias de los pleitos iniciados para obtener alguna compensación por una enfermedad que han contraído sin tener culpa alguna, lo cual es cruel e inaceptable.»

## Legislación
En todo el mundo, 67 países y territorios (incluidos los de la Unión Europea) han prohibido el uso de amianto. Se permiten exenciones para usos menores en algunos países enumerados; sin embargo, todos los países enumerados deben haber prohibido el uso de todo tipo de asbesto.
| Argelia   | República Checa | Irak                | Mauricio        | Seychelles  |
| Argentina | Dinamarca       | Irlanda             | Mónaco          | Eslovaquia  |
| Australia | Yibuti          | Israel              | Mozambique      | Eslovenia   |
| Austria   | Egipto          | Italia              | Países Bajos    | Sudáfrica   |
| Baréin    | Estonia         | Japón               | Nueva Caledonia | España      |
| Bélgica   | Finlandia       | Jordania            | Nueva Zelanda   | Suecia      |
| Brasil    | Francia         | Corea del Sur       | Noruega         | Suiza       |
| Brunéi    | Gabón           | Kuwait              | Omán            | Taiwán      |
| Bulgaria  | Alemania        | Letonia             | Polonia         | Turquía     |
| Canadá    | Gibraltar       | Liechtenstein       | Portugal        | Reino Unido |
| Chile     | Grecia          | Lituania            | Catar           | Uruguay     |
| Colombia  | Honduras        | Luxemburgo          | Rumania         |             |
| Croacia   | Hungría         | Macedonia del Norte | Arabia Saudita  |             |
| Chipre    | Islandia        | Malta               | Serbia          |             |

### Convenios internacionales
El amianto está incluido en la categoría de residuo controlado del Anexo I del Convenio de Basilea sobre el Control de los Movimientos Transfronterizos de Desechos Peligrosos y su Eliminación [1992]. En concreto, se controla cualquier tipo de residuo que contenga amianto (polvo y fibras). En términos generales, las partes firmantes del Convenio deben prohibir y no permitir la exportación de residuos peligrosos a aquellas otras partes que han prohibido la importación de dichos residuos mediante el procedimiento de notificación del artículo 13 del Convenio.

### Australia
El 31 de diciembre de 2003 entró en vigor una prohibición a escala nacional para importar y utilizar el amianto en todas sus formas. Como consecuencia de la prohibición, la Comisión Nacional de Salud y Seguridad en el Trabajo [National Occupational Health and Safety Commission -NOHSC-], revisó los materiales que contenían amianto para impulsar un planteamiento coherente en el control de la exposición al amianto en el lugar de trabajo e implantar medidas para proteger la salud y seguridad eficientes para la gestión, control y eliminación del amianto. La prohibición no incluye los materiales o productos de amianto que ya se utilizaban en el momento en que se puso en marcha la prohibición. A pesar de que Australia tiene una tercera parte de la población que tiene el Reino Unido, las muertes por enfermedades causadas por el amianto se aproximan a las de Gran Bretaña con más de 3000 personas al año. Wittenoom era el centro de extracción del amianto azul en Australia Occidental. La mina la explotaba CSR Limited, una empresa que comenzó como la refinería de azúcar Colonial Sugar Refinery. James Hardie fue el principal fabricante de productos de amianto y creó un pequeño fondo para sus trabajadores. Después, transfirió las operaciones a los Países Bajos, donde estaría fuera del alcance de los empleados cuando el fondo se extinguiera.

### Brasil
La Ley 12684/07 del estado de San Pablo prohíbe el uso de cualquier producto que contenga amianto. El Supremo Tribunal Federal de Brasil ha ratificado esta ley.

### Canadá
En la década de 1980 Canadá prohibió el uso de amianto crocidolita y limitó determinados usos de otros tipos de amianto, especialmente en ciertos materiales de construcción y textiles.
A finales del 2011 las dos minas de amianto que quedaban en Canadá, ambas en la provincia de Quebec, pusieron fin a su actividad. Al año siguiente el gobierno de Quebec anunció el fin de la extracción de amianto y el Gobierno Federal anunció que dejaría de oponerse a la inclusión del amianto blanco en la lista de sustancias peligrosas del Convenio Internacional de Róterdam. En el 2018 el Gobierno federal de Canadá publicó las normativas propuestas para prohibir el uso, venta, importación y exportación de amianto en todas sus formas, y cuya aplicación estaba prevista para finales de ese mismo año.

### Francia
Francia prohibió el uso de amianto en 1997 y la Organización Mundial del Comercio (OMC) ratificó en el año 2000 el derecho de prohibición de Francia. Además, Francia ha hecho un llamamiento para la prohibición mundial.

### Hong Kong
En Hong Kong se prohibió la importación, envío, suministro y uso de amianto en todas sus formas en virtud de la Ley de Control de la Contaminación Atmosférica (Modificada) [Air Pollution Control (Amendment) Ordinance] de 2014.
Con anterioridad a la década de 1980 el uso de este material era habitual en la construcción, la manufactura y el transporte. En 1978 el Gobierno prohibió el uso de la «mayoría de los productos de amianto» en espacios públicos. La Normativa Especial (Cap. 59X) de Fábricas y Empresas Industriales (Amianto) [Factories and Industrial Undertakings (Asbestos) Special Regulation (Cap. 59X)], que entró en vigor en 1986, y la posterior Normativa (Cap. 59AD) de Fábricas y Empresas Industriales (Amianto) pusieron en marcha controles en la utilización de amianto en los lugares de trabajo y prohibieron por completo el uso de amianto anfibol.
En 1996, la Ley de Control de la Contaminación Atmosférica (Cap. 311) prohibió la importación de amosita y crocidolita a Hong Kong. El 4 de abril de 2014 entró en vigor en Hong Kong la Ley de Control de la Contaminación Atmosférica (Modificada) 2014, la cual prohíbe totalmente la «importación, transporte, suministro y uso de amianto en todas sus formas y de los materiales que lo contengan».

### India
La Declaración de Medioambiente y Salud [Vision Statement of the Environment and Human Health] del Gobierno de India establece que «se pueden utilizar alternativas al amianto en la medida de lo posible, así como eliminar paulatinamente su utilización».
En el caso n.º 693/30/97-98, la Comisión Nacional de Derechos Humanos [National Human Rights Commission (NHRC)] estableció claramente que hay que «sustituir todas las planchas de amianto para tejados por tejados hechos de algún otro material que no sea dañino para los reclusos».
El Ministerio de Trabajo declaró en un informe que «el Gobierno de la India está planteándose la prohibición del amianto crisotilo para proteger a los trabajadores y a la población en general contra la exposición directa e indirecta a este amianto blanco». El informe señala además que «la asbestosis es otra enfermedad laboral que afecta a los pulmones y que va en aumento, por lo que hay que garantizar la coordinación de esfuerzos de todos los sectores involucrados para desarrollar estrategias que detengan esta amenaza».
La Ley de Fábricas de India [Indian Factory Act] y la Oficina de Normativas de India [Bureau of Indian Standard] ya tienen normas y reglamentos para la utilización segura de productos contaminados con amianto, tales como:
- IS 11769 Parte 1: directrices para la utilización segura de productos de cemento con amianto, como placas y ladrillos de cemento con amianto.
- IS 11769 Parte 2: directrices para la utilización segura de productos de fricción con amianto, como láminas de fricción y pastillas de freno con amianto.
- IS 11769 Parte 3: directrices para la utilización segura de productos de sellado y aislamiento con amianto, como juntas CAF, cuerdas de amianto grafitado, aislantes, cuerdas de aislamiento y tableros.
- IS 12081: colocación de imágenes de advertencia en equipamiento que contenga productos contaminados con amianto.
- IS 11451: disposiciones de seguridad y salud relacionadas con la exposición a productos contaminados con amianto durante el trabajo.
- IS 11768: procedimiento para la eliminación de desechos que contengan amianto.

Sin embargo, las normas no se aplican sobre el terreno y, por lo tanto, el uso de amianto es frecuente sin ni siquiera aplicar las normas básicas de seguridad.

### Italia
Italia prohibió totalmente el uso de amianto en 1992 con la Ley 257/92 art. 1, y estableció un plan integral para retirar el amianto de las industrias y las casas.

### Japón
Japón no prohibió el amianto por completo hasta 2004. Se ha responsabilizado al gobierno de las enfermedades asociadas.

### Filipinas
Filipinas tiene una prohibición limitada sobre el amianto. Mientras que la utilización de amianto anfíbol se prohibió en el año 2000 con la disposición administrativa para el control químico del amianto [Chemical Control Order of Asbestos] dictada por el Departamento del Medio Ambiente y Recursos Naturales, el uso de amianto crisotilo está permitido en productos específicos de alta densidad.

### Polonia
Polonia prohibió totalmente el amianto en 1997. Desde entonces está prohibida la importación de amianto y de productos que lo contengan, la producción de cualquier producto que contenga amianto y la circulación de amianto.

### Sudáfrica
Sudáfrica prohibió el amianto en 2008. Antes de esta fecha el país era uno de los líderes mundiales en la producción de amianto y, por lo tanto, tenía una de las tasas más elevadas de mesotelioma. Las normativas para prohibir el amianto en Sudáfrica se promulgaron en marzo de 2008 bajo la dirección del Ministro de Asuntos Ambientales y Turismo, Marthinus van Schalkwyk. Las normativas prohibieron la utilización, procesamiento, fabricación, importación y exportación de cualquier tipo de amianto y de productos que tuviesen amianto. Se concedió un periodo de gracia de 120 días para que la gente o los comerciantes que operaban con amianto o con productos que contenían amianto se pudieran desprender de su stock. Se concedieron exenciones bajo un estricto control. Las normativas no prohibieron el uso continuado de materiales que contenían amianto y que ya estaban colocados, como las planchas de cemento con amianto para cubiertas o techos. Las sanciones por el uso continuado de amianto incluían una multa no superior a 100 000 Rand sudafricano (ZAR) y/o pena no superior a 10 años de prisión. La eliminación gradual del amianto había empezado ya en 2003, antes de la aplicación de las normativas. Las solicitudes de Zimbabue y Canadá para ser excluidos de la prohibición se denegaron. Sudáfrica también suspendió todas las importaciones de amianto o de productos con amianto desde Zimbabue. La empresa constructora Everite apoyó la prohibición de importaciones desde Zimbabue. A partir del 28 de julio de 2008 adquirir, procesar, empaquetar o re-empaquetar estos productos pasó a ser un delito. El amianto se podía importar al país para su eliminación desde los países de la Comunidad de Desarrollo de África Austral (SADC, por sus siglas en inglés) que no podían eliminar los residuos por sus propios medios.

### Corea de Sur
En mayo de 1997 Corea del Sur prohibió la fabricación y utilización de crocidolita y amosita, comúnmente conocidos como amianto azul y marrón. En enero de 2009 el Gobierno prohibió la fabricación, importación, venta, almacenamiento, transporte o utilización de todo tipo de amianto o de cualquier sustancia que contuviese más de un 0,1 % de amianto. En el 2011 Corea del Sur se convirtió en el sexto país del mundo en promulgar una ley de ayuda por los daños causados por amianto, que da derecho a cualquier ciudadano coreano a recibir cuidados médicos gratuitos de por vida y una renta mensual del gobierno si se le diagnostica una enfermedad relacionada con el amianto.

### Nueva Zelanda
En 1984 se prohibió la importación a Nueva Zelanda de amianto anfíbol (azul y marrón). En 2002 se prohibió la importación de amianto crisotilo (blanco).

### Reino Unido
La Agencia Ejecutiva para la Salud y Seguridad (HSE, por sus siglas en inglés) de Gran Bretaña ha impuesto un riguroso control sobre la manipulación del amianto, debido a los informes que relacionan la exposición al polvo o fibras de amianto con miles de muertes por mesotelioma y cáncer de pulmón.
- «Al menos 4000 personas mueren cada año en Gran Bretaña por mesotelioma y cáncer de pulmón por haber estado expuestas al amianto. Se prevé que sigan aumentando las cifras anuales de muertes durante las próximas décadas».
- El informe TUC (Reino Unido) da una cifra de 5000 muertes al año.

La HSE no cree que exista un límite mínimo de exposición al amianto por debajo del cual no haya ningún riesgo de desarrollar mesotelioma, ya que considera que no se puede cuantificar por motivos prácticos; se remiten a las pruebas de los estudios epidemiológicos realizados a grupos expuestos al amianto para argumentar que, incluso si existiera dicho límite para el mesotelioma, este debe ser muy bajo.
Antes era posible reclamar una indemnización por placas pleurales causadas por la exposición negligente al amianto, alegando que aunque en sí misma es asintomática, está vinculada al desarrollo del engrosamiento pleural difuso que provoca un deterioro de los pulmones. Sin embargo, existe una gran controversia en cuanto a la probabilidad de que las placas pleurales den lugar al engrosamiento pleural que causa el deterioro pulmonar. El 17 de octubre de 2007 los magistrados del Tribunal Supremo aclararon este punto mediante una resolución que dictaminaba que los trabajadores que tienen placas pleurales como consecuencia de la exposición al amianto no podrían seguir reclamando una indemnización ya que no constituye una enfermedad en sí misma. No obstante, esta resolución fue anulada en lo que respecta a los afectados por placas pleurales en Escocia tras la aprobación en 2009 de una ley de indemnización (bajo condiciones relacionadas con el amianto) que dispone que bajo la ley escocesa las placas pleurales se consideran un tipo de daño personal susceptible de procesamiento.
En noviembre de 2006 se establecieron las normativas para el control del amianto en el Reino Unido, resultado de la fusión de tres grupos de leyes (prohibición del amianto; licencias de amianto; control del amianto en el lugar de trabajo), cuyo objetivo era minimizar la utilización y alteración de materiales con amianto en los lugares de trabajo en Gran Bretaña. Fundamentalmente estas normativas prohíben la importación y la utilización de la mayoría de los productos de amianto y establecen las pautas para gestionar aquellos que ya están en uso de la mejor manera posible.
Los titulares de propiedades no domésticas en el Reino Unido deben establecer un plan de gestión y registro de amianto. «No doméstica» se define como «una propiedad o estructura (comercial, doméstica o residencial) en la que se desarrolle un trabajo». La obligación del titular es que los obreros no estén expuestos a ningún material con amianto mientras trabajan. El registro del amianto establece la presencia o no presencia de amianto tanto dentro como fuera de la estructura. Los años que tiene la propiedad (después de 1999, cuando se prohibió el amianto crisotilo) indicaría que dichos productos no se han utilizado durante la construcción del edificio.
La retirada de productos de amianto de alto riesgo de las propiedades no domésticas está rigurosamente controlada por la HSE, y la retirada de productos de alto riesgo como el aislamiento térmico se debe realizar de forma controlada por contratistas autorizados. Se puede encontrar más información sobre los productos afectados en la página web de la HSE junto con una lista de los licenciatarios.
Las normativas para el control del asbesto se modificaron y entraron en vigor el 6 de abril de 2012 para tener en cuenta la opinión de la Comisión Europea de que el Reino Unido no había aplicado plenamente la directiva de la UE sobre la exposición al amianto (Directiva 2009/148/CE). Estos cambios fueron menores e incluyeron más requisitos para realizar trabajos con amianto sin licencia. Los cambios implicaron la obligación de notificar los trabajos con amianto que no tuvieran licencia, y otros requisitos adicionales para gestionar estos trabajos (p.ej. el mantenimiento de un registro y la vigilancia de la salud).

### Estados Unidos
La Agencia de Protección Medioambiental (en inglés, Environmental Protection Agency; más conocida por las siglas EPA) no tiene ninguna prohibición general sobre la utilización de amianto. Sin embargo, el amianto fue uno de los primeros contaminantes del aire regulado por el artículo 112 de la ley para el aire limpio [Clean Air Act] de 1970, y la ley de control de sustancias tóxicas [Toxic Substances Control Act (TSCA)] ha prohibido muchas de sus aplicaciones. Estados Unidos tiene numerosas leyes a nivel federal, estatal y local que regulan la utilización de amianto.

## Litigios
Uno de los mayores problemas relacionados con el amianto en los procedimientos civiles es el periodo de latencia de las enfermedades causadas por el amianto. En muchos países existe un plazo límite que impide iniciar acciones mucho después de que hayan prescrito los hechos que fundamentan la causa de la acción. En Malasia, por ejemplo, el periodo de tiempo para presentar una reclamación de responsabilidad civil es de seis años desde que se produjo el ilícito. A raíz de varias acciones legales relacionadas con el amianto, en países como Australia se han modificado las leyes en relación con el tiempo de prescripción, para que empiece a contar desde el momento en el que se descubre la enfermedad en lugar de en el momento en el que se produjo la causa de la demanda.
Las primeras reclamaciones de empleados por lesiones derivadas de la exposición al amianto en el centro de trabajo se presentaron en 1927, y la primera demanda judicial contra un fabricante de amianto se presentó en 1929. Desde entonces se han presentado numerosas demandas. Como consecuencia de los litigios los fabricantes vendieron sus filiales, se diversificaron, fabricaron sustitutos del amianto y comenzaron a retirar las empresas de amianto.

### Brasil
En junio de 2008 el Supremo Tribunal Federal (STF) de Brasil votó a favor de mantener la ley (12684/07) que prohíbe el uso en el estado de San Pablo de cualquier producto que contenga amianto. Se espera que esta decisión se extienda a todo el país.

### Sudáfrica
El caso Lubbe contra Cape Plc. en 2000 fue un caso de conflicto de leyes que fue muy importante para levantar el velo corporativo en relación con las víctimas por daños. El caso se resolvió en 2003.
El caso Richard Spoor contra Gencor se resolvió en 2003, con 400 víctimas de la mina de Havelock.
Los casos de la mina de crisotilo Havelock se suspendieron en 2003, porque la empresa propietaria de la mina, Turner and Newall, presentó su quiebra en 2001.

### Swiss Eternit Group
Se trata de un acuerdo voluntario alcanzado en 2006. El acuerdo permitía que los ex mineros de las minas de amianto de Kuruman y Danielskuil (KCBA y DCBA), en la provincia de Cabo del Norte, solicitaran una indemnización en condiciones similares a las del fondo de ayuda Asbestos Relief Trust (ART). Fue entonces cuando se creó el fondo de ayuda Kgalagadi Relief Trust (KRT). Las condiciones del fondo no están claras, pero en la práctica se pagaron 136 millones de Rand sudafricano (ZAR) en indemnizaciones. Los administradores fiduciarios de KRT solicitaron al ART que administrara el acuerdo KRT, puesto que ambos fondos tenían una estructura similar.
El 75 % de los demandantes en el caso Cape Plc. venían de la provincia de Limpopo, y el otro 25 % de la zona de Prieska Koegas, en la provincia de Cabo del Norte. La mayoría de los demandantes en el acuerdo ART (alrededor del 78 %) habían estado expuestos en el área de Kuruman en la provincia de Cabo del Norte, y el resto estuvo expuesto en Penge en la provincia de Limpopo y en Msauli en la provincia de Mpumalanga, con una proporción parecida. Estadísticamente, los enfermos de mesotelioma y cáncer de pulmón relacionado con el amianto recibieron los importes más altos con 71 500 de ZAR cada uno.
Debido a la importante contribución de Gencor a los acuerdos se prohibió que aquellas personas que habían recibido una indemnización en virtud del acuerdo Cape se les pagara con posterioridad en virtud del ART, incluso si el trabajador había trabajado en las minas de Kuruman y de Penge cuando estaban bajo el control de Gencor.

#### Fondos de Ayuda
En 2006, la empresa Cape Plc. puso en marcha un fondo fiduciario (trust) parar indemnizar a quienes habían sufrido enfermedades provocadas por amianto debido a sus actividades históricas. Hasta el día de hoy, este fondo ha pagado más de 30 millones de libras a los enfermos o sus dependientes. El Tribunal Supremo aprobó las condiciones del acuerdo, que se financia de forma independiente. Los fondos los administran dos administradores fiduciarios independientes.
El fondo ART está considerado como un modelo eficiente de indemnización por enfermedad laboral en Sudáfrica. Gencor fue un importante contribuyente en el caso de Richard Meeran-Cape Plc. y en el caso de Richard Spoor-Gencor. Gencor proporcionó el 29 % de los 138 millones de Rand sudafricano (ZAR) destinados a los demandantes de Cape Plc., y el 96 % de los 381 millones de ZAR que formaron el ART. Se destinó la suma de 35 millones de ZAR a la rehabilitación del medio ambiente, y otros 20 millones de ZAR se añadieron al ART para realizar pagos adicionales. Las demandas contra Cape Plc. aumentaron de 2000 en enero de 1999 a 7500 en agosto de 2001. El acuerdo ART prevé un mecanismo de indemnización hasta 2028 a cualquier persona que cumpla con los criterios de compensación establecidos en la escritura del fondo fiduciario. Muchas empresas aceptaron indemnizar a los trabajadores que estuvieron expuestos al amianto, aparte de la indemnización que pudieran recibir en virtud de la Ley de Enfermedades Laborales en Minas [Occupational Diseases in Mines and Works Act (ODMWA)]. El acuerdo incluía a las víctimas con síndrome de dificultad respiratoria aguda (ARD, por sus siglas en inglés). Este modelo de acuerdo se consiguió gracias a la comunicación personal de Georgina Jephson, representante legal del bufete de abogados Richard Spoor Inc.
El fondo fiduciario indemniza a las personas incluidas en estas cuatro categorías relacionadas con el ARD:
- (ARD1): asbestosis pulmonar / engrosamiento pleural, leve o moderado.
- (ARD2): alteración de la función pulmonar o deterioro crónico de la función pulmonar.
- (ARD3): cáncer de pulmón relacionado con el amianto.
- (ARD4): mesotelioma.

El ART estimó que unas 16 800 personas presentarían reclamaciones al fondo, de las que prosperarían unas 5036 (30 %). Esta cifra se modificó posteriormente a 5162. De ellas, 219 (4,2 %) corresponderían a demandantes por el ambiente, 150 (2,9 %) por cáncer de pulmón y 556 (10,8 %) por mesotelioma, mientras que el resto sería por asbestosis y/o engrosamiento pleural. No se proporcionaron cifras definitivas de la relación ARD1 / ARD2. Las cantidades de las indemnizaciones varían, pero desde 2003 la indemnización media es de 40 000 ZAR, 80 000 ZAR, 170 000 ZAR y 350 000 ZAR por cada una de las categorías anteriormente descritas (ARD 1-4). Estos pagos que reciben los demandantes son independientes de los que puedan recibir en virtud de la ODMWA. Para poder recibir una indemnización la víctima debe demostrar que ha estado expuesta al amianto a raíz de las operaciones incluidas en el ART y que padece una enfermedad susceptible de indemnización.

#### Salud
Según Phemelo Magabanyane, enfermera de cuidados paliativos en el distrito de Kuruman, Cabo del Norte, que ha cuidado a más de 100 pacientes con mesotelioma y cáncer de pulmón, la falta de instalaciones para enfermos terminales de mesotelioma disminuye la capacidad de asistencia que se puede proporcionar. El mesotelioma es un cáncer mortal de la pleura o el peritoneo que se puede diagnosticar hasta 40 años después de la exposición al amianto.

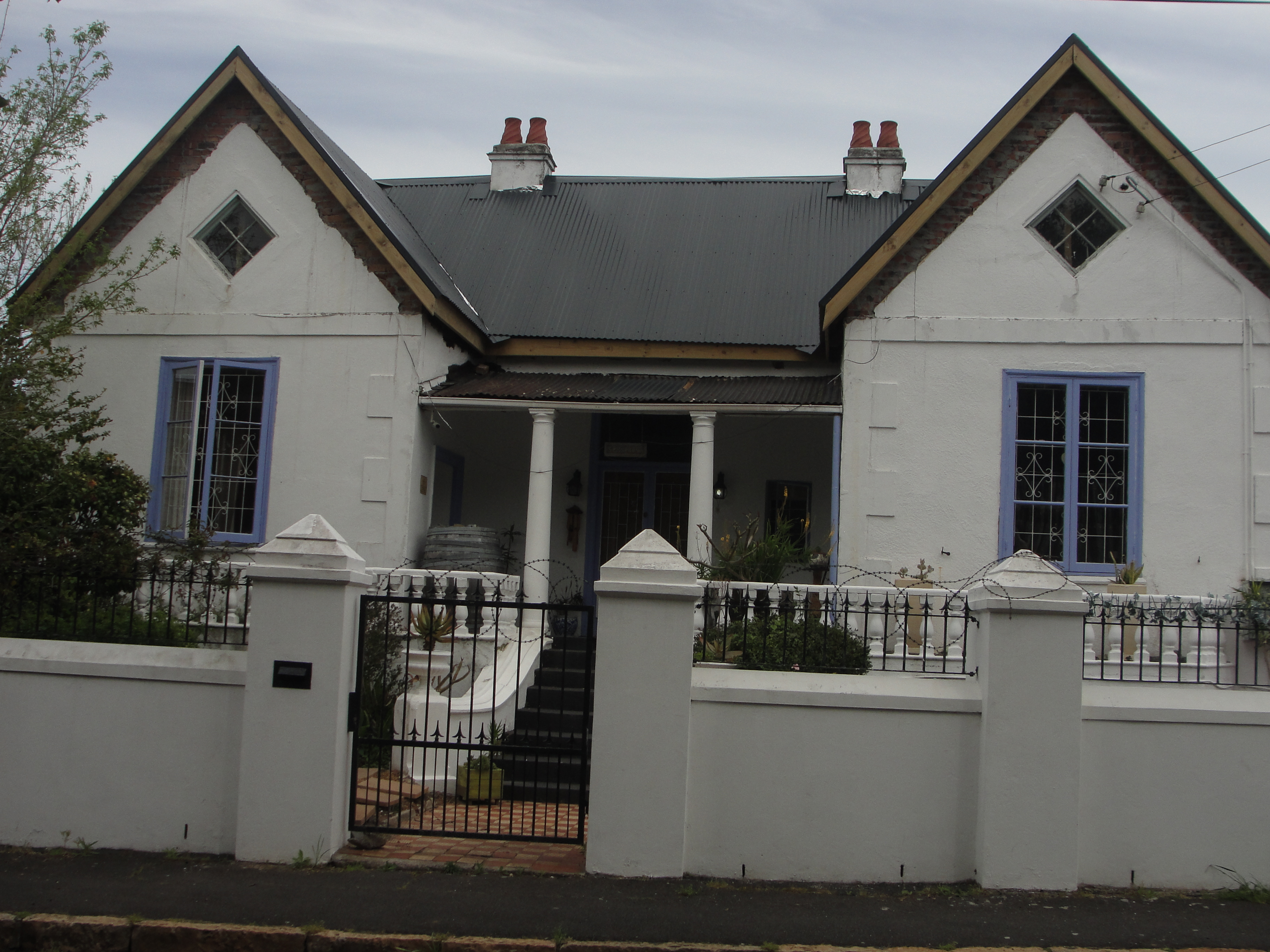
Casa victoriana en Wynberg, Ciudad del Cabo, con un tejado de fibrocemento (2014).

#### Consecuencias
Sudáfrica tiene la mayor incidencia de mesotelioma del mundo. Richard Spoor, uno de los abogados que representó a los demandantes contra Gencor, afirma que «la magnitud de la catástrofe medioambiental que estamos viendo en Cabo del Norte está a nivel del desastre nuclear de Chernobyl, en términos de impacto, propagación y longevidad». También afirma que los niños son particularmente vulnerables al mesotelioma. Desde septiembre de 2016 han fallecido cinco de los 1600 demandantes a los que representa en Cabo del Norte. David Goldblatt, un fotógrafo de renombre internacional, empezó a fotografiar a víctimas después de que una amiga muriera por mesotelioma pese a no haber estado nunca cerca de una mina. Se dijo que había contraído la enfermedad por tocar una roca de amianto azul que tenía en su casa.

### Reino Unido
En 2005 Guardian Unlimited informó sobre un caso cuya sentencia permitía a miles de trabajadores recibir indemnizaciones por placas pleurales. La fibrosis difusa o localizada de la pleura o de las placas pleurales es menos grave que la asbestosis o el mesotelioma, pero también se considera una enfermedad estrechamente relacionada con la inhalación de amianto. Sin embargo, las aseguradoras sostuvieron que las placas eran «simplemente un indicador de la exposición al amianto más que una lesión». El juez Holland del Tribunal Supremo rechazó los argumentos de las aseguradoras y el abogado de los trabajadores calificó la sentencia como una «victoria que antepone a las personas por delante de los beneficios». Sin embargo, el Tribunal de Apelación revocó esta sentencia. El 17 de octubre de 2007, la Cámara de los Lores confirmó la decisión del Tribunal de Apelación. En Inglaterra, Gales e Irlanda del Norte las placas pleurales ya no constituyen una lesión susceptible de demanda. En 2009 el gobierno escocés aprobó una ley para mantener las placas pleurales como lesión susceptible de procesamiento en Escocia, y existen propuestas para introducir normativas similares en Irlanda del Norte.
Las aseguradoras alegan que las demandas por amianto han afectado profundamente a los seguros y a la industria. En 2002 un artículo del British Daily Telegraph citaba a la empresa de reaseguros de vehículos Equitas, la cual se hizo cargo de las obligaciones de Lloyd's of London, que afirmaba que las demandas por amianto suponían la "mayor amenaza" para la existencia de Lloyd's of London. Hay que mencionar que los inversores demandaron a Lloyd's of London por fraude y reclamaron las pérdidas pendientes de las demandas por amianto falseadas. En mayo de 2006 la Cámara de los Lores decidió que había que reducir las indemnizaciones por lesiones causadas por amianto cuando la responsabilidad no se podía atribuir a un solo empleador. Los críticos, incluyendo sindicatos, grupos de asbesto y Jim Wallace, exministro de justicia, condenaron el fallo. Afirmaban que iba en contra de la tradición de la ley escocesa en estos casos, y que suponía una violación de la justicia natural. El resultado de estas protestas fue la anulación de la decisión por la sección tercera de la ley de indemnizaciones [Compensation Act] de 2006.
En febrero de 2010 una sentencia judicial estableció un nuevo precedente en las demandas por asbestosis. El caso iniciado por la viuda Della Sabin, que intentaba reclamar una indemnización tras la muerte de su marido por asbestosis, se centró en saber cuántas fibras de amianto debía haber en los pulmones para que una reclamación se considerase válida. Un equipo de investigación del Hospital de Llandough informó en un principio que la cantidad mínima de fibras requeridas para considerar una demanda como válida era de 20 millones (se encontraron solo 7 millones en la muestra obtenida de Leslie, el marido de Della Sabin). Sin embargo, un estudio posterior realizado en Estados Unidos sugería que, debido al hecho de que Leslie había vivido más de cuarenta años tras su exposición, muchas fibras habrían sido eliminadas de su cuerpo de forma natural, y que si hubiese fallecido veinte años antes el recuento de amianto en sus pulmones habría sido de unos 35 millones de fibras por gramo. El juez se inclinó por tener en cuenta esta prueba y dictó una sentencia a favor de Della Sabin.

### Estados Unidos

#### Demandas civiles
Los pleitos relacionados con lesiones y daños materiales por amianto están considerados como las demandas colectivas más importantes y largas de la historia de Estados Unidos, con más de 8000 demandados y 700 000 demandantes. Después de que los médicos identificaran las enfermedades por amianto a finales de 1920, los casos de indemnizaciones de trabajadores se archivaban y resolvían en secreto. En los años 70 se produjo una avalancha de demandas en Estados Unidos, la cual culminó en los 80 y 90. La tendencia indicaba que el diagnóstico de personas afectadas por enfermedades relacionadas con amianto aumentaría durante la siguiente década. Los analistas estimaron que el coste total de los pleitos por amianto solo en Estados Unidos alcanzaría los 200 a 275 mil millones de dólares. Muchos de los casos judiciales se centran en cómo determinar y adjudicar las cantidades de las indemnizaciones, y el gobierno intenta encontrar la solución a los casos existentes y futuros.
En el distrito este de Pensilvania la compleja tramitación de un pleito federal (en inglés, multi-distrital litigation) sigue pendiente desde hace más de 20 años. Debido a que ya se han resuelto muchos de los casos relacionados con formaciones de cicatrices, los litigantes sigue peleando en pleitos por amianto, principalmente en los casos terminales presentados de forma individual por asbestosis, mesotelioma y otros tipos de cáncer.
En junio de 1982 James Cavett, un fabricante de calderas, obtuvo una indemnización de 2,3 millones de dólares más 1,5 millones de dólares por daños punitivos de la empresa Johns-Manville. La empresa Manville Corporation, antes llamada Johns-Manville Corporation, solicitó en agosto de 1982 su reorganización y protección en virtud de la ley de quiebras [Bankruptcy Code] de Estados Unidos. En aquel momento fue la mayor empresa, y una de las más ricas, en presentar un expediente de quiebra. Manville estaba entonces en el puesto 181 de las 500 mayores fortunas, pero fue demandada en más de 16 500 pleitos relacionados con los efectos del amianto en la salud. Ron Motley, un abogado de Carolina del Sur, describió a la empresa como «el mayor genocida corporativo de la historia». Los documentos del tribunal muestran que la empresa tenía una larga historia de ocultación de pruebas de sus trabajadores y del público sobre los efectos dañinos del amianto.
A principios de los años 90 «más de la mitad de los 25 mayores fabricantes de amianto en Estados Unidos, incluidos Amatex, Carey-Canadá, Celotex, Eagle-Picher, Forty-Eight Insulations, Manville Corporation, National Gypsum, Standard Insulation, Unarco y UNR Industries, se declararon en quiebra. Declararse en quiebra protege a una empresa de sus acreedores». Los casos presentados ante el Tribunal Supremo de Estados Unidos relacionados con el amianto aumentaron después de 1980 y el tribunal se ha ocupado de varios casos relacionados con el amianto desde 1986. En 1997 y 1999 se presentaron ante el tribunal dos importantes acuerdos en demandas colectivas para limitar la responsabilidad. Ambos acuerdos fueron rechazados por el tribunal porque excluían a futuros demandantes o a aquellas personas que desarrollaran las enfermedades relacionadas con amianto con posterioridad. Estas sentencias establecieron un periodo de latencia de 20 a 50 años para enfermedades graves relacionadas con amianto.
En 1998 la Agencia de Protección del Medio Ambiente de Estados Unidos (USEPA, por sus siglas en inglés) promulgó normativas que exigían a ciertas empresas estadounidenses que informaran del amianto que utilizaban en sus productos. Algunos recursos administrativos han sido tenidos en cuenta por el Congreso de los Estados Unidos, pero fueron finalmente rechazados por distintas razones. En 2005 el Congreso estudió, pero no aprobó, la ley titulada "Ley de Imparcialidad en la Resolución de Lesiones por Amianto de 2005" [Fairness in Asbestos Injury Resolution Act]. La ley habría establecido un fondo de ayudas de 140 mil millones de dólares en sustitución de un litigio, pero como se habrían cogido los fondos mantenidos en reserva por los fondos fiduciarios (trusts) de bancarrota, fabricantes y compañías de seguros, no obtuvo el apoyo suficiente de las víctimas ni de las empresas.
El 26 de abril de 2005 el médico Philip J. Landrigan, profesor y presidente del departamento de medicina comunitaria y preventiva del centro médico Mount Sinai de la ciudad de Nueva York testificó en contra de la propuesta de esta ley ante la comisión de justicia del senado de Estados Unidos. Declaró que muchas de las disposiciones del proyecto de ley no tenían fundamento médico y que excluirían de forma injusta a un gran número de personas que habían caído enfermas o fallecido a causa del amianto. «El enfoque que se le ha dado al diagnóstico de enfermedades provocadas por amianto enunciado en este proyecto de ley no concuerda con el criterio diagnóstico establecido por la Sociedad Torácica Americana. Si el proyecto de ley quiere cumplir con su promesa de imparcialidad, entonces hay que revisar estos criterios.» La Asociación Americana de Salud Pública y el sindicato de trabajadores del amianto [Asbestos Workers' Union], también se oponían a este proyecto de ley. El 14 de junio de 2006 la Comisión Judicial del Senado aprobó una modificación a la ley que otorgaba a las víctimas de mesotelioma 1,1 millones de dólares en el plazo de 30 días tras la aprobación de su demanda. Esta versión habría ampliado el abanico de solicitantes aptos para reclamar, incluyendo a las personas expuestas al amianto en los ataques a las Torres Gemelas del 11 de septiembre de 2001 y a los escombros de construcción provocados por los huracanes Katrina y Rita. Finalmente, la dependencia de la financiación del proyecto de ley en entidades privadas, pequeñas y grandes, así como el debate en torno a la cláusula de caducidad y el impacto sobre el proceso presupuestario de Estados Unidos, llevó el proyecto al fracaso.
Desde la declaración de bancarrota de Johns-Manville en 1984 muchos fabricantes de amianto de Estados Unidos y Reino Unido han evitado los litigios tras declararse en bancarrota. Una vez en bancarrota normalmente se exige a estas empresas que financien unos «fondos fiduciarios (trusts) de bancarrota» que pagan cantidades muy bajas a las partes afectadas. Sin embargo, estos fondos fiduciarios permiten que un mayor número de demandantes reciba algún tipo de indemnización, incluso aunque sea mucho menor de la posible compensación a través del sistema de responsabilidad civil.
Desde 2002 los procesos judiciales por amianto han incluido a:
1. fabricantes de maquinaria que supuestamente necesitaban piezas que contenían amianto para trabajar correctamente;
2. propietarios de instalaciones en las que se habían instalado productos que contienen amianto (que en principio incluye a cualquiera que tuviese un edificio en propiedad antes de 1980);
3. bancos que financiaron barcos o construcciones que contenían amianto (sobre la base de que ningún prestamista en su sano juicio tendría ningún tipo de interés en un activo sin haber estudiado los riesgos asociados);
4. minoristas de productos que contenían amianto (incluyendo herramientas, tiendas de reformas de viviendas y de recambios de automóviles);
5. corporaciones que supuestamente conspiraron con fabricantes de amianto para ocultar de forma deliberada los peligros del amianto (p.ej. MetLife, una reconocida compañía aseguradora que trabajó con Johns-Manville);
6. fabricantes de herramientas que se utilizan para cortar o dar forma a las piezas que contenían amianto; y
7. fabricantes de equipos de protección respiratoria.

Los acusados de la primera categoría rechazaron su responsabilidad alegando que la mayoría de ellos no envió piezas que contenían amianto (es decir, que el amianto fue instalado por los usuarios finales), o que no vendían piezas de recambio para sus propios productos (en aquellos casos en que el demandante supuestamente había estado expuesto después de haber sustituido una pieza original), y que tampoco podían ser responsables de las piezas tóxicas de terceras partes que ellos no habían fabricado, distribuido o vendido. En 2008 el Tribunal Supremo de Washington, el primero en afrontar el problema, dictó una sentencia a favor de la defensa. El 12 de enero de 2012 el Tribunal Supremo de California también dictó una sentencia a favor de la defensa en el caso O'Neil contra Crane Co. Esto es importante ya que un estudio llevado a cabo en 2007 mostró que California y Washington tenían los dos tribunales supremos más influyentes de Estados Unidos entre 1940 a 2005.
En enero de 2014, Garlock Sealing Technologies inició un proceso de quiebra y el caso destapó pruebas de fraude que llevaron a una reducción de la estimación de la responsabilidad futura a casi una décima parte de lo que se había estimado.
Algunos acusados plantean lo que a veces se denomina la defensa del crisotilo, en virtud de la cual los fabricantes de algunos productos que solo contengan fibras de crisotilo afirman que estas no son tan dañinas como los productos que contienen anfíbol. Debido a que históricamente el 95 % de los productos utilizados en Estados Unidos eran en su mayoría de crisotilo, los especialistas de la salud y los profesionales médicos cuestionan esta afirmación. La Organización Mundial de la Salud reconoce que la exposición a todos los tipos de fibras de amianto, incluyendo el crisotilo, puede provocar cáncer de pulmón, de laringe y de ovario, mesotelioma y asbestosis.

#### Procesos penales

##### Adamo Wrecking Company
El 20 de febrero de 1973 el gran jurado federal de Detroit, Míchigan, condenó a la empresa Adamo Wrecking Company («Adamo») por violar las disposiciones de la ley para el aire limpio por la emisión de amianto de forma deliberada al no mojar y retirar el amianto friable de las demoliciones.
Adamo fue uno de los contratistas de demoliciones condenados por todo el país por la supuesta violación de la ley para el aire limpio. El tribunal estadounidense del distrito este de Míchigan anuló los cargos penales en base a que no se trataba de una «normativa sobre emisiones» sino de una «normativa sobre prácticas empresariales» que, de acuerdo con las condiciones de la ley, no conllevaba responsabilidad penal.
El gobierno apeló y el Tribunal de Apelación del sexto circuito [Court of Appeals for the Sixth Circuit], anuló la sentencia del tribunal afirmando que había incurrido en un error al determinar que tenía jurisdicción para revisar la validez de la normativa en un procedimiento penal. Los abogados de Adamo apelaron al Tribunal Supremo.
El 10 de enero de 1978 el Tribunal Supremo dictó una sentencia a favor de Adamo al sostener que el tribunal sí tenía jurisdicción para revisar la normativa en un procedimiento penal y también estuvo de acuerdo con el tribunal al considerar que los requisitos de la ley «no eran normativas» sino «procedimientos» y que, por lo tanto, las actuaciones fueron desestimadas correctamente.

##### W. R. Grace Company
Un gran jurado federal acusó a W. R. Grace y a siete altos ejecutivos el 5 de febrero de 2005 por sus operaciones en una mina de vermiculita en Libby, Montana. La acusación culpaba a Grace de fraude por ocultar los resultados de la evaluación del aire sabiendo el peligro que conllevaba para los residentes, de obstrucción a la justicia por interferir en la investigación de la Agencia para la Protección Ambiental (EPA, por sus siglas en inglés), de violación de la ley para el aire limpio al suministrar materiales con amianto a colegios y habitantes locales, y de conspiración para liberar amianto y ocultar los problemas de salud causados por la contaminación por amianto. El departamento de justicia declaró que 1200 habitantes habían desarrollado enfermedades relacionadas con el amianto y que algunos habían fallecido, y que se podían producir más lesiones y muertes. W. R. Grace se enfrentó a multas de hasta 280 millones de dólares por contaminar la ciudad de Libby, Montana. En 2002 Libby fue declarada zona catastrófica bajo el programa Superfund y la EPA se ha gastado 54 millones de dólares en limpieza. Un tribunal ordenó a Grace a reembolsar a la EPA los gastos de limpieza, pero el tribunal de quiebras debía aprobar cualquier pago. El 8 de junio de 2006 un juez federal desestimó el cargo de conspiración por «conocimiento del peligro» ya que algunos de los altos cargos se habían marchado de la empresa antes de que comenzara el periodo de prescripción. Los fiscales abandonaron el cargo por fraude electrónico.

##### Eliminación insegura

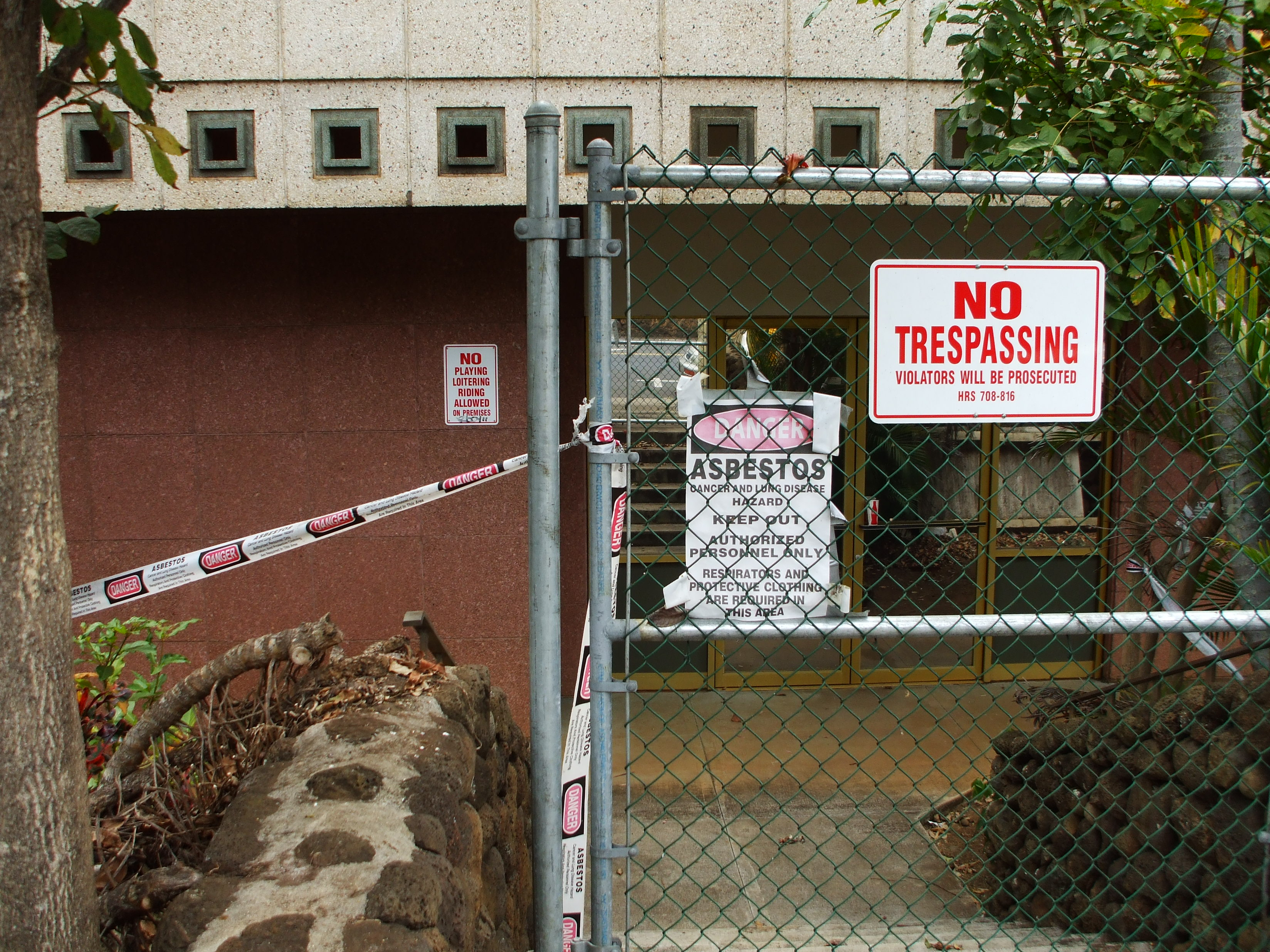
Antigua Oficina postal de Wailuku precintada por la retirada de amianto.

La retirada de amianto se ha convertido en un floreciente negocio en Estados Unidos. Se han promulgado estrictas leyes sobre el desmontaje y la eliminación para proteger al público del amianto suspendido en el aire. La ley para un aire limpio obliga a mojar el amianto durante su desmontaje y debe estar estrictamente controlado, y los trabajadores deben usar equipos y máscaras de seguridad. Docenas de infracciones de la Ley de Chantaje Civil, Influencia y Organizaciones Corruptas (RICO, por sus siglas en inglés), relacionadas con estas operaciones, han sido sancionadas por el gobierno federal. A menudo, los implicados son contratistas que contratan a trabajadores indocumentados para retirar el amianto de forma ilegal sin la formación o protección adecuadas.
El 2 de abril de 1998 tres hombres fueron procesados por conspiración para utilizar a hombres sin hogar para retirar amianto ilegalmente de una vieja fábrica de amianto en Wisconsin. Janet Reno, la entonces fiscal general de Estados Unidos, dijo que «retirar amianto de forma incorrecta a sabiendas es un delito. Explotar a las personas sin hogar para que hagan este trabajo es cruel».
El 12 de diciembre de 2004 los propietarios de las empresas de eliminación de amianto de Nueva York fueron sentenciados por un tribunal federal a la mayor pena de prisión por delitos medioambientales en la historia de Estados Unidos tras haber sido condenados en 18 ocasiones por conspiración para violar la ley de aire limpio y la ley de control de sustancias tóxicas, y posteriores violaciones de la ley de aire limpio y la ley RICO. Los delitos consistían en un plan de 10 años para retirar amianto de forma ilegal. Los delitos en virtud de la ley RICO incluían obstrucción a la justicia, lavado de dinero, fraude postal y fraude en las licitaciones, todos relacionados con la limpieza de amianto.
El 11 de enero de 2006 la empresa San Diego Gas & Electric Co., dos de sus empleados y un contratista fueron inculpados por decisión del gran jurado federal de los cargos de incumplimiento de las normativas de seguridad al retirar amianto de las tuberías ubicadas en Lemon Grove, California. A los acusados se les imputaron cinco delitos de conspiración, incumplimiento de las normativas en materia laboral relacionada con amianto y falso testimonio.